# Sfintere esofageo superiore
Lo sfintere esofageo superiore è comunemente abbreviato UES (dalle iniziali del termine inglese Upper Esophageal Sphincter) o SES.
Si indica con questo termine l'apparato sfinteriale situato tra esofago cervicale e ipofaringe che si oppone al passaggio di aria dalle vie aeree superiori in direzione dell'esofago, ed al reflusso del contenuto esofageo in faringe e nelle vie aeree.
A differenza del SEI (o sfintere esofageo inferiore), che è considerato uno sfintere puramente funzionale, lo sfintere esofageo superiore presenta una componente strutturale vera e propria, data dal muscolo cricofaringeo, ed è perciò uno sfintere anatomico.

## Struttura
Lo sfintere esofageo superiore nasce dalle fibre striate del muscolo cricofaringeo e da fibre del muscolo costrittore inferiore della faringe, in corrispondenza del margine inferiore della cartilagine cricoidea, sotto forma di un anello muscolare a direzione orizzontale alto circa 1 cm.

## Patologie
Sono riconoscibili, secondo Galliera, diverse forme cliniche di discinesie faringoesofagee, primitive o secondarie:
- Acalasia idiopatica dello sfintere esofageo inferiore
- Spasmo sfinteriale da reflusso gastroesofageo
- Acinesia orofaringea da ictus cerebrale
- Discinesia faringoesofagea da lesione ricorrenziale
- Discinesia faringoesofagea da poliomielite bulbare
- Discinesia faringoesofagea da miastenia grave
- Discinesia faringoesofagea da distrofia miotonica
- Discinesia faringoesofagea da distrofia muscolare oculofaringea